# 工人左翼阵线—团结
工人左翼阵线—团结（西班牙語：Frente de Izquierda y de Trabajadores - Unidad，缩写为FIT-U）是阿根廷的一个左翼政党联盟。该联盟成立于2011年4月14日，当时取名为工人左翼阵线。该联盟的意识形态是托洛茨基主义。该联盟由工人党、社会主义工人党、社会主义左翼3个托派政党组成。2019年6月17日，托派政党工人社会主义运动加入该联盟；同时，联盟改名为“工人左翼阵线—团结”。